# گروه روتس
گروه روتس یا روتس موتورز لیمیتد یک خودروساز انگلیسی و به‌طور جداگانه تاجر و پخش‌کننده عمده موتور بود. این شرکت به ترتیب زمانی در لندن، بیرمنگام و جنوب انگلیس مستقر بود. در آغاز سال ۱۹۲۸، برادران روتس، ویلیام و رجینالد، که با پخش و خدمت‌رسانی بسیار موفق شدند، برای مدیریت هرچه بیشتر کالاهایی که می‌فروختند، مایل به تولید بودند.
این دو برادر با حمایت مالی Prudential Assurance، برخی از تولیدکنندگان شناخته‌شده موتور در بریتانیا از جمله هیلمن، هامبر، سینگر، Sunbeam، تالبوت، Commer و Karrier را خریداری کردند و آن‌ها را از طریق شرکت مادر خود کنترل کردند و این امر را از طریق شرکت تابعه خود هامبر لیمیتد، که ۶۰ درصد متعلق به روتس بود؛ انجام داد. این شرکت خط تولید هیلمن هانتر را به ایران ناسیونال فروخت که این خط به تهران منتقل گشت.

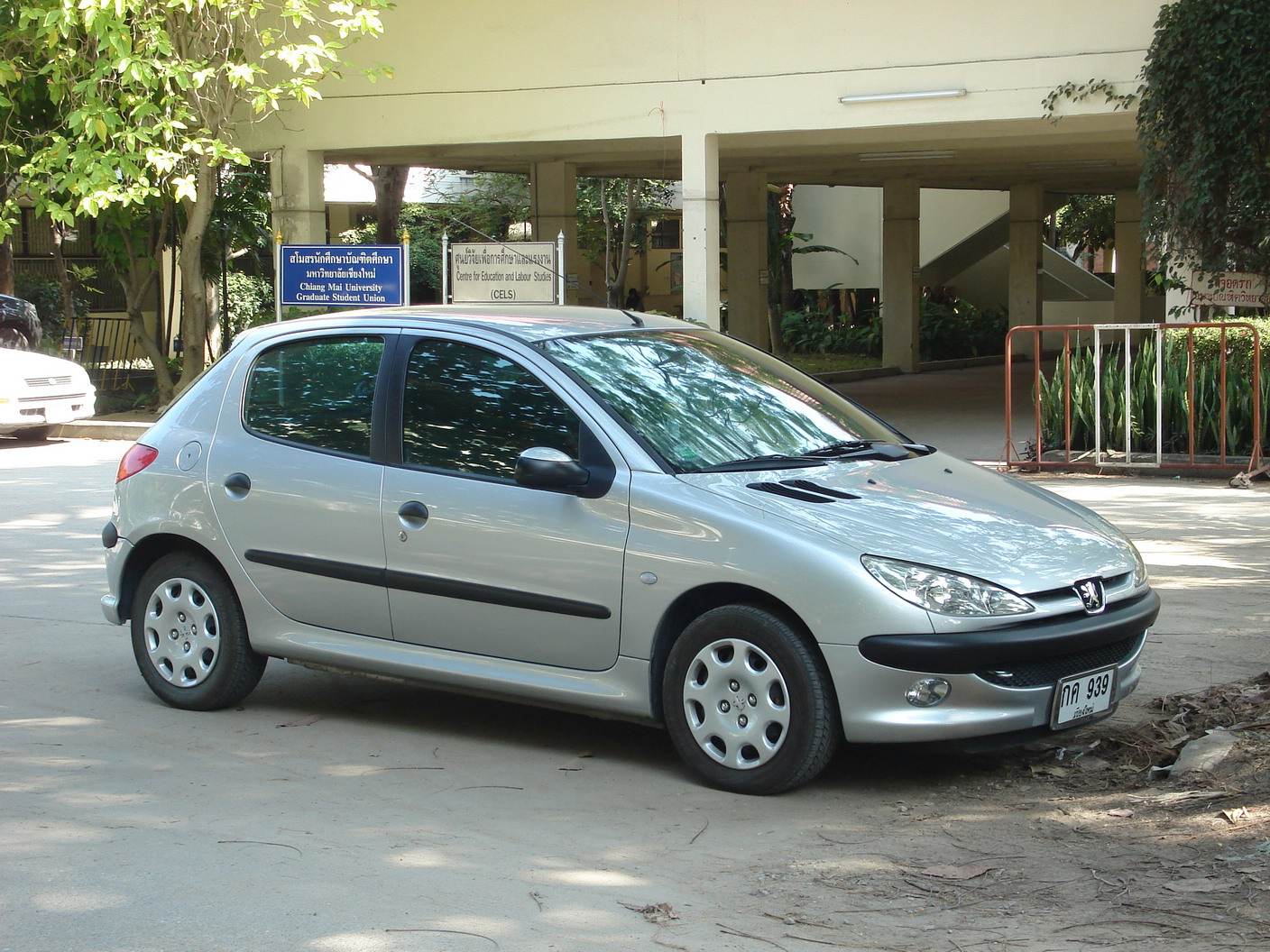
پژو ۲۰۶ آخرین خودروی مونتاژ شده در کارخانه رایتون بود.